# Convento de San Ildefonso (Plasencia)
El convento de San Ildefonso es un edificio histórico del siglo XV ubicado en la ciudad española de Plasencia, en la provincia de Cáceres. Se utilizó como convento de monjas, originalmente de la Segunda Orden de San Francisco y en su último siglo de la Orden de la Inmaculada Concepción, hasta que en 2014 se decidió su exclaustración por no haber monjas suficientes para mantenerlo. Desde entonces, la diócesis de Plasencia administra provisionalmente el edificio para cederlo a una nueva congregación que esté interesada en habitarlo.
Se ubica en el casco antiguo de la ciudad, con fachadas al norte en la calle Sancho Polo, al este en la calle San Ildefonso y al sur en la calle del Verdugo. Su parcela abarca 2901 m².

## Historia
El convento fue fundado a principios del siglo XV por testamento de Miguel Sánchez Yanguas, arcediano de la catedral de Santa María. El edificio fue construido con mampostería y ladrillo, aunque hay zonas con sillares. En sus primeros años se utilizó como beaterio, hasta que en 1417 se asentaron aquí las monjas franciscanas. A principios del siglo XVI, se desarrolló notablemente gracias al mecenazgo del noble local Cristóbal Villalba y su mujer Estefanía de Trejo; estos nobles tienen en la iglesia conventual su mausoleo, siendo la estatua orante de Villalba de 1596 uno de los elementos más destacados del edificio. Desde 1582 pasó a funcionar en régimen de clausura monástica.
A lo largo de los siglos XVIII y XIX se realizaron importantes obras en el edificio, destacando la del artesonado en 1867 y la del enlosado en 1879. En 2014, el convento estaba habitado desde hacía un siglo por las Concepcionistas Franciscanas, pero en sus últimos años solo quedaban tres monjas, una de las cuales superaba los noventa años; debido a ello, el convento quedó exclaustrado por primera vez en seis siglos y la diócesis de Plasencia se encargó de buscar una nueva congregación que vuelva a abrirlo, manteniendo mientras tanto una misa semanal los sábados en la iglesia del convento. A la espera de encontrar la nueva congregación, en 2019 se cedió también el templo a la Iglesia ortodoxa rumana para su misa semanal los domingos por la mañana.